# 7999 Nesvorný
7999 Nesvorný è un asteroide della fascia principale esterna. Scoperto nel 2001, presenta un'orbita caratterizzata da un semiasse maggiore pari a 3,053238 UA e da un'eccentricità di 0,088958, inclinata di 11,697364° rispetto all'eclittica. Ha un diametro di 25,143 km e un'albedo di 0,044.
È dedicato a David Nesvorný, astronomo e planetologo ceco.